# Lauren Davis
Pour les articles homonymes, voir Davis.
Lauren Davis, née le 9 octobre 1993 à Gates Mills, est une joueuse de tennis américaine professionnelle.

## Biographie
Durant sa carrière junior, Lauren Davis remporte l'Orange Bowl en 2010.

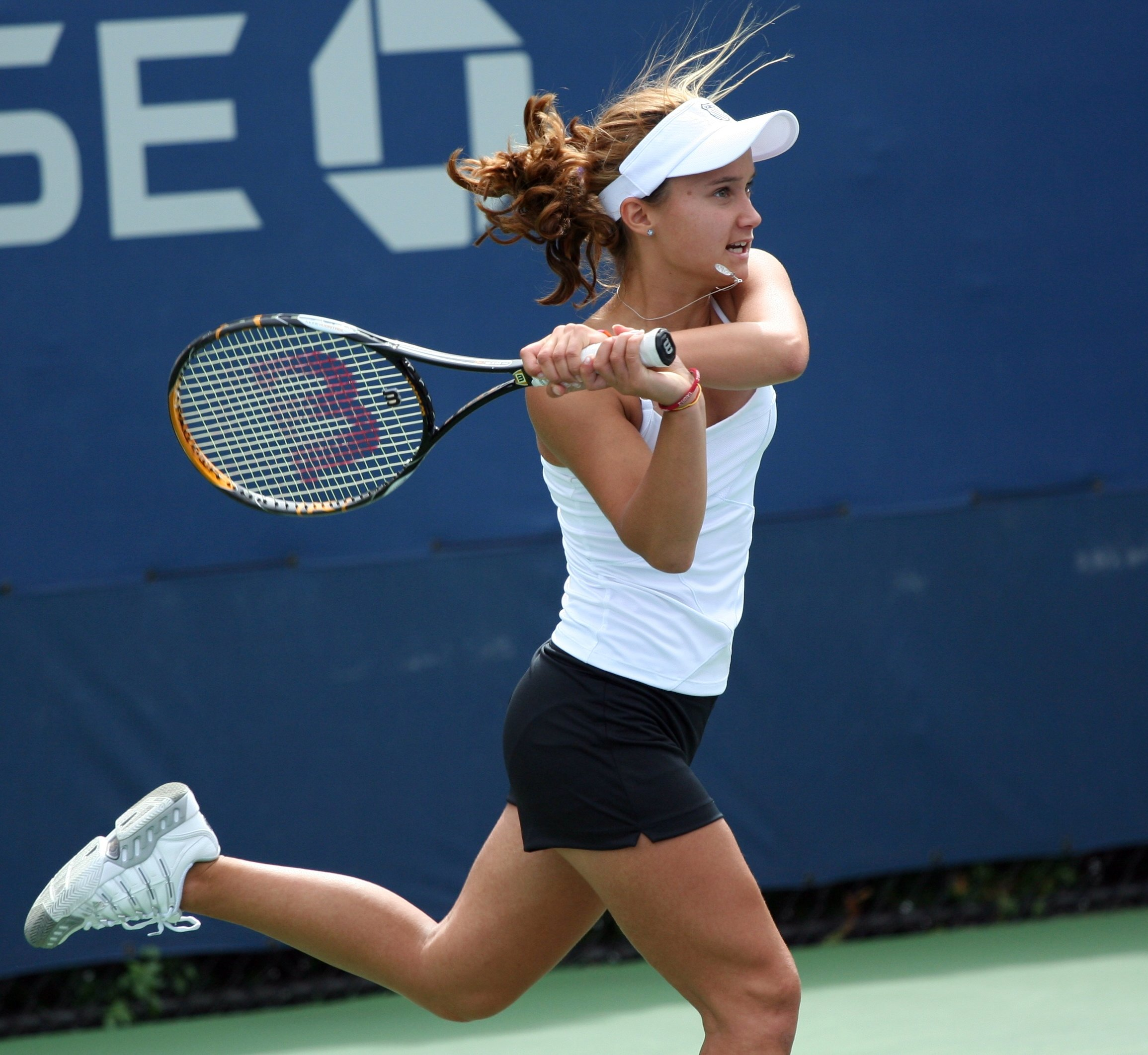
Lauren Davis en 2009

En 2009, elle joue son premier tournoi ITF à Atlanta. Elle s'y qualifie pour le tableau principal et y atteint le second tour.
En 2010, elle remporte deux tournois ITF à Williamsburg et Bayamón.
En 2011, elle reçoit une wild card pour l'Open d'Australie où elle s'incline au premier tour face à la 5e tête de série Samantha Stosur et également à l'US Open où elle s'incline à nouveau au premier tour face à Angelique Kerber. Elle remporte à nouveau deux titres ITF à Buffalo et Atlanta.
En 2012, elle atteint pour la première fois le top 100 mondial grâce à plusieurs victoires dans les tournois du circuit principal. Notamment un premier succès en Grand Chelem à Roland-Garros face à Mona Barthel et un quart de finale au Challenge Bell après avoir écarté Yanina Wickmayer, 27e mondiale. Elle remporte encore deux titres ITF à Plantation et Las Vegas.
En 2013, elle se qualifie pour le tableau principal des Internationaux d'Hobart et y atteint les quarts de finale après avoir battu Sorana Cîrstea, 27e mondiale. Elle atteint encore deux autres quarts de finale à l'Open de Monterrey et au Challenge Bell, elle remporte un tournoi ITF à Midland et s'incline au premier tour des quatre tournois du Grand Chelem.
En 2016, elle atteint la finale du tournoi de Washington, mais est battue par Yanina Wickmayer.
En 2017, elle remporte son premier tournoi WTA à Auckland en battant quatre têtes de série, et fait partie des l'équipe des États-Unis qui gagne la Fed Cup.
Début 2023, elle sort des qualifications lors du tournoi d'Hobart et s'impose contre l'ancienne numéro trois mondiale Sloane Stephens, la Belge Ysaline Bonaventure puis deux qualifiées, Wang Xinyu et Anna Blinkova pour disputer la cinquième finale de sa carrière, la première depuis près de cinq ans. Elle s'impose contre l'Italienne Elisabetta Cocciaretto sans avoir perdu un set du tournoi et remporte le deuxième titre de sa carrière.

## Palmarès

### Titres en simple dames
| No | Date       | Nom et lieu du tournoi              | Catégorie | Dotation  | Surface    | Finaliste              | Score     |          |
| -- | ---------- | ----------------------------------- | --------- | --------- | ---------- | ---------------------- | --------- | -------- |
| 1  | 02-01-2017 | ASB Classic, Auckland               | Intern'l  | 250 000 $ | Dur (ext.) | Ana Konjuh             | 6-3, 6-1  | Parcours |
| 2  | 09-01-2023 | Tournoi de tennis de Hobart, Hobart | WTA 250   | 259 303 $ | Dur (ext.) | Elisabetta Cocciaretto | 7-60, 6-2 | Parcours |

### Finales en simple dames
| No | Date       | Nom et lieu du tournoi                             | Catégorie | Dotation  | Surface         | Vainqueure       | Score    |          |
| -- | ---------- | -------------------------------------------------- | --------- | --------- | --------------- | ---------------- | -------- | -------- |
| 1  | 18-07-2016 | Citi Open, Washington D.C.                         | Intern'l  | 250 000 $ | Dur (ext.)      | Yanina Wickmayer | 6-4, 6-2 | Parcours |
| 2  | 12-09-2016 | Coupe Banque Nationale présentée par Mazda, Québec | Intern'l  | 250 000 $ | Moquette (int.) | Océane Dodin     | 6-4, 6-3 | Parcours |

### Finale en simple en WTA 125
| No | Date       | Nom et lieu du tournoi            | Catégorie | Dotation  | Surface    | Vainqueure | Score         |          |
| -- | ---------- | --------------------------------- | --------- | --------- | ---------- | ---------- | ------------- | -------- |
| 1  | 12-11-2018 | Oracle Challenger Series, Houston | WTA 125   | 140 000 $ | Dur (ext.) | Peng Shuai | 1-6, 7-5, 6-4 | Parcours |

## Parcours en Grand Chelem

### En simple dames
| Année | Open d'Australie | Open d'Australie    | Internationaux de France | Internationaux de France | Wimbledon       | Wimbledon            | US Open         | US Open              |
| ----- | ---------------- | ------------------- | ------------------------ | ------------------------ | --------------- | -------------------- | --------------- | -------------------- |
| 2011  | 1er tour (1/64)  | Samantha Stosur     | —                        | —                        | —               | —                    | 1er tour (1/64) | Angelique Kerber     |
| 2012  | —                | —                   | 2e tour (1/32)           | Christina McHale         | —               | —                    | Q2              | Julia Glushko        |
| 2013  | 1er tour (1/64)  | Daria Gavrilova     | 1er tour (1/64)          | Kristina Mladenovic      | 1er tour (1/64) | Lucie Šafářová       | 1er tour (1/64) | Carla Suárez Navarro |
| 2014  | 3e tour (1/16)   | Eugenie Bouchard    | 1er tour (1/64)          | Yaroslava Shvedova       | 3e tour (1/16)  | Peng Shuai           | 1er tour (1/64) | Samantha Stosur      |
| 2015  | 2e tour (1/32)   | Venus Williams      | 1er tour (1/64)          | Mirjana Lučić            | 2e tour (1/32)  | Sloane Stephens      | 2e tour (1/32)  | Ekaterina Makarova   |
| 2016  | 3e tour (1/16)   | Maria Sharapova     | 1er tour (1/64)          | Louisa Chirico           | Q2              | Barbara Haas         | 2e tour (1/32)  | Elina Svitolina      |
| 2017  | 1er tour (1/64)  | Samantha Crawford   | 1er tour (1/64)          | Carina Witthöft          | 1er tour (1/64) | Varvara Lepchenko    | 1er tour (1/64) | Sofia Kenin          |
| 2018  | 3e tour (1/16)   | Simona Halep        | —                        | —                        | Q1              | Marta Kostyuk        | Q1              | Lina Gjorcheska      |
| 2019  | Q1               | Beatriz Haddad Maia | 2e tour (1/32)           | Johanna Konta            | 3e tour (1/16)  | Carla Suárez Navarro | 2e tour (1/32)  | Ashleigh Barty       |
| 2020  | 2e tour (1/32)   | Elina Svitolina     | 1er tour (1/64)          | Kateřina Siniaková       | Annulé          | Annulé               | 1er tour (1/64) | Alizé Cornet         |
| 2021  | 1er tour (1/64)  | Belinda Bencic      | 1er tour (1/64)          | Paula Badosa             | 2e tour (1/32)  | Madison Keys         | 2e tour (1/32)  | Bianca Andreescu     |
| 2022  | 1er tour (1/64)  | Tereza Martincová   | —                        | —                        | 2e tour (1/32)  | Amanda Anisimova     | 3e tour (1/16)  | Iga Świątek          |
| 2023  | 2e tour (1/32)   | Elise Mertens       | 2e tour (1/32)           | Lesia Tsurenko           | 1er tour (1/64) | Jessica Pegula       | 2e tour (1/32)  | Kaja Juvan           |
| 2024  | —                | —                   | 2e tour (1/32)           | Jule Niemeier            | 1er tour (1/64) | Camila Osorio        | 1er tour (1/64) | Anna Kalinskaya      |
| 2025  | —                | —                   | Q1                       | Marina Stakusic          | Q1              | Zhang Shuai          | Q1              | Hina Inoue           |

N.B. : à droite du résultat se trouve le nom de l'ultime adversaire.

### En double dames
| Année | Open d'Australie                                                                      | Open d'Australie                                                                      | Internationaux de France                                                             | Internationaux de France                                                                  | Wimbledon                                                                            | Wimbledon                                                                            | US Open                                                                             | US Open |
| ----- | ------------------------------------------------------------------------------------- | ------------------------------------------------------------------------------------- | ------------------------------------------------------------------------------------ | ----------------------------------------------------------------------------------------- | ------------------------------------------------------------------------------------ | ------------------------------------------------------------------------------------ | ----------------------------------------------------------------------------------- | ------- |
| 2011  | —                                                                                     | —                                                                                     | —                                                                                    | —                                                                                         | —                                                                                    | —                                                                                    | 1er tour (1/32) N. Gibbs \|\| style="text-align:left;" \| J. Görges A. Petkovic     |         |
|       |                                                                                       |                                                                                       |                                                                                      |                                                                                           |                                                                                      |                                                                                      |                                                                                     |         |
| 2013  | —                                                                                     | —                                                                                     | 2e tour (1/16) M. Moulton \|\| style="text-align:left;" \| B. Mattek S. Mirza        | —                                                                                         | —                                                                                    | 1er tour (1/32) G. Min \|\| style="text-align:left;" \| M. Oudin A. Riske            |                                                                                     |         |
| 2014  | 1er tour (1/32) L. Domínguez \|\| style="text-align:left;" \| E. Makarova E. Vesnina  | 1er tour (1/32) M. Moulton \|\| style="text-align:left;" \| K. Peschke K. Srebotnik   | 1er tour (1/32) M. Puig \|\| style="text-align:left;" \| L. Kichenok N. Kichenok     | 2e tour (1/16) R. Voráčová \|\| style="text-align:left;" \| Z. Diyas Xu Y.                |                                                                                      |                                                                                      |                                                                                     |         |
| 2015  | 1er tour (1/32) C. McHale \|\| style="text-align:left;" \| V. Diatchenko M. Niculescu | 1er tour (1/32) Chan C.-w. \|\| style="text-align:left;" \| C. Dellacqua Y. Shvedova  | 2e tour (1/16) K. Nara \|\| style="text-align:left;" \| E. Makarova E. Vesnina       | —                                                                                         | —                                                                                    |                                                                                      |                                                                                     |         |
|       |                                                                                       |                                                                                       |                                                                                      |                                                                                           |                                                                                      |                                                                                      |                                                                                     |         |
| 2017  | 2e tour (1/16) M. Moulton-Levy \|\| style="text-align:left;" \| K. Srebotnik Zheng S. | 1er tour (1/32) N. Melichar \|\| style="text-align:left;" \| L. Hradecká K. Siniaková | 1er tour (1/32) Han X. \|\| style="text-align:left;" \| N. Dzalamidze V. Kudermetova | 1er tour (1/32) M. Moulton-Levy \|\| style="text-align:left;" \| Chan H.-c. Zhang S.      |                                                                                      |                                                                                      |                                                                                     |         |
| 2018  | 1er tour (1/32) A. Riske \|\| style="text-align:left;" \| D. Jakupović I. Khromacheva | —                                                                                     | —                                                                                    | —                                                                                         | —                                                                                    | —                                                                                    | —                                                                                   |         |
| 2019  | —                                                                                     | —                                                                                     | —                                                                                    | —                                                                                         | —                                                                                    | —                                                                                    | 1er tour (1/32) M. Sanchez \|\| style="text-align:left;" \| Hsieh S.-w. B. Strýcová |         |
| 2020  | 2e tour (1/16) V. Golubic \|\| style="text-align:left;" \| Hsieh S.-w. B. Strýcová    | 2e tour (1/16) S. Santamaria \|\| style="text-align:left;" \| A. Guarachi D. Krawczyk | Annulé                                                                               | Annulé                                                                                    | —                                                                                    | —                                                                                    |                                                                                     |         |
| 2021  | 1er tour (1/32) M. Brengle \|\| style="text-align:left;" \| V. Lapko M. Vondroušová   | 1er tour (1/32) A. Raina \|\| style="text-align:left;" \| L. Hradecká L. Siegemund    | 1er tour (1/32) A. Raina \|\| style="text-align:left;" \| A. Muhammad J. Pegula      | 1er tour (1/32) I. Neel \|\| style="text-align:left;" \| C. Dolehide S. Sanders           |                                                                                      |                                                                                      |                                                                                     |         |
| 2022  | —                                                                                     | —                                                                                     | —                                                                                    | —                                                                                         | 1er tour (1/32) M. Brengle \|\| style="text-align:left;" \| M. Kostyuk T. Martincová | —                                                                                    | —                                                                                   |         |
| 2023  | —                                                                                     | —                                                                                     | —                                                                                    | —                                                                                         | 2e tour (1/16) R. van Der Hoek \|\| style="text-align:left;" \| T. Babos K. Flipkens | 1er tour (1/32) A. Dețiuc \|\| style="text-align:left;" \| G. Dabrowski E. Routliffe |                                                                                     |         |
| 2024  | —                                                                                     | —                                                                                     | 1er tour (1/32) S. Santamaria \|\| style="text-align:left;" \| C. Bucșa M. Niculescu | 1er tour (1/32) K. Zimmermann \|\| style="text-align:left;" \| M. Kolodziejová A. Sisková |                                                                                      |                                                                                      |                                                                                     |         |

N.B. : le nom de la partenaire se trouve sous le résultat ; les noms des ultimes adversaires se trouvent à droite.

### En double mixte
| Année | Open d'Australie | Open d'Australie | Internationaux de France | Internationaux de France | Wimbledon | Wimbledon | US Open                                                                             | US Open |
| ----- | ---------------- | ---------------- | ------------------------ | ------------------------ | --------- | --------- | ----------------------------------------------------------------------------------- | ------- |
| 2014  | —                | —                | —                        | —                        | —         | —         | 1er tour (1/16) N. Monroe \|\| style="text-align:left;" \| K. Srebotnik R. Bopanna  |         |
| 2015  | —                | —                | —                        | —                        | —         | —         | 1er tour (1/16) E. Butorac \|\| style="text-align:left;" \| Hsieh S.-w. H. Kontinen |         |

N.B. : le nom du partenaire se trouve sous le résultat ; les noms des ultimes adversaires se trouvent à droite.

## Parcours en «Premier» et WTA 1000
Les tournois WTA « Premier Mandatory » et « Premier 5 » (entre 2009 et 2020) et WTA 1000 (à partir de 2021) constituent les catégories d'épreuves les plus prestigieuses, après les quatre levées du Grand Chelem. 

De 2009 à 2023, les tournois Premier Mandatory (dits tournois WTA 1000 obligatoires entre 2021 et 2023) regroupent Indian Wells, Miami, Madrid et Pékin, les autres constituant les tournois Premier 5 (tournois WTA 1000 non-obligatoires). À partir de 2024, le nombre de tournois WTA 1000 passe à 10 par saison (fin de l’alternance Doha / Dubaï), ces derniers devenant tous obligatoires et offrant tous 1000 points à la vainqueure (contre 900 points précédemment pour les tournois Premier 5).

### En simple dames
| Année |       |              |                             |                               |                                  |                              |                                |                              |                                |                                   |  |                              |
| Doha  | Dubaï | Indian Wells | Miami                       | Madrid                        | Rome                             | Canada                       | Cincinnati                     | Pékin                        |                                | Tokyo                             |  |                              |
| Doha  | Dubaï | Indian Wells | Miami                       | Madrid                        | Rome                             | Canada                       | Cincinnati                     | Pékin                        | Wuhan                          |                                   |  |                              |
| Doha  | Dubaï | Indian Wells | Miami                       | Madrid                        | Rome                             | Canada                       | Cincinnati                     | Pékin                        | Guadalajara                    |                                   |  |                              |
| 2011  |       | WTA 500      |                             | 1er tour (1/64) Z. Ondrášková |                                  |                              |                                |                              |                                |                                   |  |                              |
| 2012  |       |              | WTA 500                     | 2e tour (1/32) N. Petrova     |                                  |                              |                                |                              |                                |                                   |  |                              |
| 2013  |       |              | WTA 500                     | 1er tour (1/64) S. Halep      | 3e tour (1/16) A. Cornet         |                              |                                | 2e tour (1/16) M. Bartoli    | 2e tour (1/16) Li N.           | 2e tour (1/16) C. Suárez          |  |                              |
| 2014  |       |              | WTA 500                     | 4e tour (1/8) C. Dellacqua    | 2e tour (1/32) A. Ivanović       | 1er tour (1/32) C. McHale    | 1er tour (1/32) Zhang S.       | 1er tour (1/32) A. Cornet    | 1er tour (1/32) E. Svitolina   | 2e tour (1/16) A. Cornet          |  |                              |
| 2015  |       | WTA 500      |                             | 2e tour (1/32) J. Janković    | 1er tour (1/64) S. Karatantcheva |                              |                                |                              | 1er tour (1/32) V. Azarenka    |                                   |  | 1er tour (1/32) V. Azarenka  |
| 2016  |       |              | WTA 500                     | 2e tour (1/32) B. Bencic      |                                  |                              |                                |                              |                                |                                   |  |                              |
| 2017  |       | WTA 500      | 1/4 de finale E. Svitolina  | 4e tour (1/8) K. Mladenovic   | 1er tour (1/64) V. Lepchenko     | 2e tour (1/16) K. Mladenovic | 2e tour (1/16) Ka. Plíšková    | 1er tour (1/32) A. Sevastova | 1er tour (1/32) B. Haddad Maia | 1er tour (1/32) A. Pavlyuchenkova |  | 2e tour (1/16) E. Makarova   |
| 2018  |       |              | WTA 500                     | 1er tour (1/64) S. Stosur     | 1er tour (1/64) P. Martić        |                              |                                |                              |                                |                                   |  |                              |
| 2019  |       | WTA 500      |                             | 2e tour (1/32) G. Muguruza    |                                  |                              |                                |                              | 1er tour (1/32) V. Williams    | 1er tour (1/32) C. Wozniacki      |  | 1er tour (1/32) Wang Y.      |
|       |       |              |                             |                               |                                  |                              |                                |                              |                                |                                   |  |                              |
| 2021  |       | WTA 500      |                             | 2e tour (1/32) D. Collins     | 1er tour (1/64) K. Kanepi        |                              |                                |                              |                                | Annulé                            |  | Annulé                       |
| 2022  |       |              | WTA 500                     |                               | 3e tour (1/16) P. Kvitová        |                              | 2e tour (1/16) E. Rybakina     |                              |                                | Hors calendrier                   |  | 1er tour (1/32) J. Ostapenko |
| 2023  |       | WTA 500      | 2e tour (1/16) A. Sabalenka |                               |                                  | 1er tour (1/64) S. Cîrstea   | 1er tour (1/64) E. Cocciaretto | 1er tour (1/32) A. Parks     |                                |                                   |  | 1er tour (1/32) A. Parks     |
| 2024  |       |              |                             |                               |                                  | 1er tour (1/64) M. Sherif    | 1er tour (1/64) A. Kerber      |                              |                                |                                   |  |                              |
| 2025  |       |              |                             | 1er tour (1/64) E. Avanesyan  | 2e tour (1/32) Zheng Q.          |                              |                                |                              |                                |                                   |  |                              |

Sous le résultat, l’ultime adversaire.
1. 1 2   Les tournois de Doha et Dubaï alternent le statut de tournoi WTA 1000 (ex Premier 5) entre 2009 et 2023 : les trois premières éditions ont lieu à Dubaï, les trois suivantes à Doha, puis Dubaï accueille le tournoi de cette catégorie les années impaires et Dubaï les années paires. De 2011 à 2023, la ville qui n’accueille pas de WTA 1000 organise à la place un tournoi WTA 500 (ex Premier).
2. 1 2 3 4 5 6 7 8   L’ordre de déroulement des tournois a évolué depuis 2009 : Rome se dispute avant Madrid et Cincinnati avant Montréal/Toronto jusqu’en 2010, tandis que Tokyo (2009-2013)-Wuhan (2014-2019, 2024-)-Guadalajara (2022-2023) ont lieu avant Pékin jusqu’en 2023.
3. 1 2  Du fait de la pandémie de Covid-19, les tournois d’Indian Wells, de Miami, de Madrid, du Canada, de Wuhan et de Pékin sont annulés en 2020. Ces deux derniers le sont également en 2021. Pour des raisons d’organisation, le tournoi de Cincinnati 2020 a exceptionnellement lieu à Flushing Meadows à New York.
4. ↑  Le 1er décembre 2021, le président de la WTA, Steve Simon, annonce que tous les tournois prévus en Chine et à Hong Kong sont suspendus à partir de 2022, en raison de préoccupations concernant la sécurité et le bien-être de la joueuse de tennis chinoise Peng Shuai après ses allégations de relations sexuelles non-consenties avec Zhang Gaoli, membre de haut rang du Parti communiste chinois. Le tournoi de Pékin revient en 2023. Le tournoi de Guadalajara remplace celui de Wuhan pendant deux ans, ce dernier réapparaissant en 2024.

## Parcours en Fed Cup
| #                                                                            | Date       | Lieu          | Surface      | Gagnante(s)               | Perdante(s)                       | Score    |          |
| ---------------------------------------------------------------------------- | ---------- | ------------- | ------------ | ------------------------- | --------------------------------- | -------- | -------- |
|                                                                              |            |               |              |                           |                                   |          |          |
| 2014 - 1er tour (groupe mondial) - États-Unis - Italie - 1 - 3               |            |               |              |                           |                                   |          |          |
| 1                                                                            | 08/02/2014 | Cleveland     | Dur (int.)   | Madison Keys Lauren Davis | Nastassja Burnett Alice Matteucci | 6-2, 6-3 | Parcours |
|                                                                              |            |               |              |                           |                                   |          |          |
| 2015 - Barrage (groupe mondial I) - Italie - États-Unis - 3 - 2              |            |               |              |                           |                                   |          |          |
| 2                                                                            | 18/04/2015 | Brindisi      | Terre (ext.) | Sara Errani               | Lauren Davis                      | 6-1, 6-2 | Parcours |
|                                                                              |            |               |              |                           |                                   |          |          |
| 2017 - 1/2 finale (groupe mondial) - États-Unis - République tchèque - 3 - 2 |            |               |              |                           |                                   |          |          |
| 3                                                                            | 22/04/2017 | Wesley Chapel | Terre (ext.) | Markéta Vondroušová       | Lauren Davis                      | 6-2, 7-5 | Parcours |

## Classements WTA en fin de saison
| Année          | 2010 | 2011 | 2012 | 2013 | 2014 | 2015 | 2016 | 2017 | 2018 | 2019 | 2020 | 2021 | 2022 | 2023 | 2024 |
| Rang en simple | 437  | 319  | 94   | 72   | 57   | 87   | 61   | 50   | 252  | 62   | 74   | 88   | 86   | 70   | 309  |
| Rang en double | –    | 689  | –    | 311  | 311  | 204  | 471  | 211  | 196  | 370  | 221  | 400  | 630  | 482  | 660  |

Source : (en) Classements de Lauren Davis sur le site officiel de la Fédération internationale de tennis

## Records et statistiques

### Victoires sur le top 10
Toutes ses victoires sur des joueuses classées dans le top 10 de la WTA lors de la rencontre.
| Légende             |
| Grand Chelem        |
| Premier* / WTA 1000 |
| Premier / WTA 500   |
| WTA 250             |
| Fed Cup             |

| # | Rang  |  | Tournoi      | Année | Surface      |  | Adversaire          | Rang  | Tour | Score         | Tableau |
| - | ----- |  | ------------ | ----- | ------------ |  | ------------------- | ----- | ---- | ------------- | ------- |
| 1 | no 66 |  | Indian Wells | 2014  | Dur          |  | Victoria Azarenka   | no 4  | 1/32 | 6-0, 7-62     | Tableau |
| 2 | no 66 |  | Charleston   | 2015  | Terre battue |  | Eugenie Bouchard    | no 7  | 1/16 | 6-3, 6-1      | Tableau |
| 3 | no 29 |  | Eastbourne   | 2017  | Gazon        |  | Agnieszka Radwańska | no 10 | 1/16 | 7-61, 6-1     | Tableau |
| 4 | no 95 |  | Wimbledon    | 2019  | Gazon        |  | Angelique Kerber    | no 5  | 1/32 | 2-6, 6-2, 6-1 | Tableau |
| 5 | no 79 |  | Charleston   | 2021  | Terre        |  | Sofia Kenin         | no 4  | 1/16 | 4-6, 6-3, 6-4 | Tableau |